# 1999 VM25
1999 VM25 är en asteroid i huvudbältet som upptäcktes den 13 november 1999 av den japanska astronomen Takao Kobayashi vid Ōizumi-observatoriet.
Asteroiden har en diameter på ungefär 5 kilometer.